# 谱建模合成

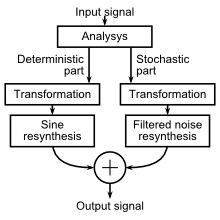
谱建模合成（基于, p. 153）

谱建模合成（Spectral modeling synthesis，SMS）是用于语音和其他信号的一种声学建模方法。
SMS将声波视作谐波部分和噪声部分的组合。谐波部分根据信号频谱中的峰值确定，通常由短时距傅里叶变换发现。去除频谱成分后剩下的信号（有时称为残余信号，residual）可模拟为通过了时变滤波器的加性高斯白噪声。则模型的输出是测得谐波成分的频率和电平，以及时变滤波器的系数。
直观地说，该模型可用于多种类型的音频信号。例如，语音信号包括由声带振动引起的缓慢变化的谐波，以及由声道引起的宽频、类似噪音的声音。乐器在敲击或改变音高时也会产生包含谐波成分的声音和类似噪音的打击声。